# Bobodol
Bobodol falu Horvátországban, Šibenik-Knin megyében. Közigazgatásilag Prominához tartozik.

## Fekvése
Knintől légvonalban 9, közúton 13 km-re délnyugatra, községközpontjától 5 km-re északkeletre, Dalmácia északi-középső részén, a Krka-folyó szurdokvölgye felett fekszik.

## Története
A Krka szurdokvölgyének egy részét „Babin dol”nak hívják és a falu is róla kapta a nevét. A török 1522-ben szállta meg ezt a területet, melynek korábbi lakossága nagyrészt nyugatra menekült. A község területe a moreai háború során 1688-ban szabadult fel a török uralom alól. Ezt követően kezdődött meg betelepülése, főként Boszniából érkezett pravoszláv szerb lakossággal. Miután a francia seregek felszámolták a Velencei Köztársaságot osztrák csapatok szállták meg. 1809-ben az Első Francia Császárság Illír Tartományának része lett. 1815-ben a bécsi kongresszus újra Ausztriának adta, amely a Dalmát Királyság részeként Zárából igazgatta 1918-ig. A falunak 1857-ben 193, 1910-ben 236 lakosa volt. Az első világháború után előbb a Szerb-Horvát-Szlovén Királyság, majd Jugoszlávia része lett. Az 1970-es években nagy számú lakosság vándorolt ki a jobb megélhetés reményében. 1991-ben lakosságának 82 százaléka szerb, 16 százaléka horvát volt. A délszláv háború idején 1991-ben szerb felkelők és a JNA csapatai szállták meg és a Krajinai Szerb Köztársasághoz csatolták. A horvát hadsereg 1995 augusztusában a Vihar hadművelet során foglalta vissza a települést, melyet nagyrészt leromboltak, szerb lakói elmenekültek. A falunak 2011-ben 23 lakosa volt.

## Lakosság
| Lakosság változása | Lakosság változása | Lakosság változása | Lakosság változása | Lakosság változása | Lakosság változása | Lakosság változása | Lakosság változása | Lakosság változása | Lakosság változása | Lakosság változása | Lakosság változása | Lakosság változása | Lakosság változása | Lakosság változása | Lakosság változása |
| ------------------ | ------------------ | ------------------ | ------------------ | ------------------ | ------------------ | ------------------ | ------------------ | ------------------ | ------------------ | ------------------ | ------------------ | ------------------ | ------------------ | ------------------ | ------------------ |
| 1857               | 1869               | 1880               | 1890               | 1900               | 1910               | 1921               | 1931               | 1948               | 1953               | 1961               | 1971               | 1981               | 1991               | 2001               | 2011               |
| 193                | 0                  | 170                | 231                | 247                | 236                | 0                  | 0                  | 259                | 299                | 309                | 289                | 184                | 182                | 20                 | 23                 |

(1869-ben, 1921-ben és 1931-ben lakosságát a szomszédos Mataséhoz számították.)